# Мемуары гейши (роман)
«Мемуа́ры ге́йши» — роман американского автора Артура Голдена, опубликованный в 1997 году. В романе от первого лица рассказывается вымышленная история о гейше, работающей в Киото, Япония, до и после Второй мировой войны. Роман знакомит читателя со многими японскими традициями и с культурой гейш.
Восемь лет спустя, в 2005 году, по книге был снят одноимённый фильм, в главной роли снялась китайская актриса Чжан Цзыи.

## Сюжет
Роман начинается со вступительной записки вымышленного переводчика Нью-Йоркского университета, профессора Якоба Хаархуиса, который является автором романа о гейше и человеком, взявшим интервью у одной из бывших гейш по имени Саюри Нитта. Она рассказывает ему о своей жизни и работе.